# Konflikty zbrojne w historii Azerbejdżanu
Lista konfliktów zbrojnych w dziejach Azerbejdżanu w układzie chronologicznym i podziale na okresy.
Legenda:
     Zwycięstwo Azerbejdżanu
     Klęska Azerbejdżanu
     Inny wynik – konflikt nierozstrzygnięty, wynik nieustalony z różnych względów
     Konflikt trwający
| Czas                                             | Konflikt                                         | I strona | II strona                                                                                                   | Rezultat |
| Demokratyczna Republika Azerbejdżanu (1918–1920) | Demokratyczna Republika Azerbejdżanu (1918–1920) | Demokratyczna Republika Azerbejdżanu (1918–1920)                                                                              | Demokratyczna Republika Azerbejdżanu (1918–1920)                                                            | Demokratyczna Republika Azerbejdżanu (1918–1920)                                                                                               |
| ------------------------------------------------ | ------------------------------------------------ | --- | --- | --- |
| 1918-1920                                        | Wojna armeńsko-azerbejdzańska                    | Demokratyczna Republika Azerbejdżanu                                                                                          | Demokratyczna Republika Armenii                                                                             | Radziecki podbój Azerbejdżanu Radziecki podbój Armenii Karabach i Nachiczewan przyznano Azerbejdżańskiej SRR Zangezur przyznano Armeńskiej SRR |
| Republika Azerbejdżanu (1991–)                   |                                                  | | | |
| 1988-1994                                        | Konflikt o Górski Karabach                       | Azerbejdżan (do 1991 roku jako Azerbejdżańska SRR) · Ludowy Front Azerbejdżanu                                                | Armenia (do 1991 jako Armeńska SRR) · Górski Karabach (do 1991 jako Nagorno-Karabachski Obwód Autonomiczny) | De facto uzyskanie niepodległości przez Górski Karabach (de iure nieuznane) Porozumienie z Biszkeku                                            |
| 2010-                                            | Wojna w Afganistanie                             | ISAF · * Stany Zjednoczone · * Wielka Brytania · * Niemcy · * Francja · * Włochy · * Kanada · * Polska · * Azerbejdżan · inne | Talibowie · Al-Ka’ida                                                                                       | Konflikt trwa |

| Operacje pokojowe | Operacje pokojowe | Operacje pokojowe | Operacje pokojowe | Operacje pokojowe |
| Misja             | Rozpoczęcie       | Zakończenie       | Państwo           | Liczba żołnierzy  |
| ----------------- | ----------------- | ----------------- | ----------------- | ----------------- |
| KFOR              | 1999              | 2008              | Kosowo            | 34                |
| MNF-I             | 2003              | 2008              | Irak              | 240               |
| ISAF              | 2002              | nadal             | Afganistan        | 98                |